# Crassula compacta
Crassula compacta là một loài thực vật có hoa trong họ Crassulaceae. Loài này được Schönland miêu tả khoa học đầu tiên năm 1895.